# Грузино-иракские отношения
Грузино-иракские отношения — двусторонние отношения между Грузии и Республикой Ирак. Примечательно, что у Ирака есть посольство в Тбилиси, однако у Грузии собственного посольства в Багдаде нет. Нынешним послом Ирака в Грузии является Хусейн Аббас Хусейн Таан.

## Сотрудничество и взаимодействие
В 2013 году между Грузией и Ираком был открыт воздушный маршрут, и, как сообщается, Iraqi Airways в неделю совершают два рейса в Тбилиси. В том же году посол Ирака в Тбилиси встретился с министром иностранных дел Грузии, где они обсудили вопросы расширения сотрудничества и связей между двумя странами. Министр иностранных дел Грузии пожелал Ираку скорейшего восстановления стабильности.

## Роль Грузии в Иракской войне
В августе 2003 года Грузия присоединилась к войне в Ираке в рамках международной коалиции, возглавляемой Соединенными Штатами. К 2008 году в зоне боевых действий насчитывалось 2300 грузинских военнослужащих. Тем самым грузинские силы стали третьим крупнейшим военным контингентом в стране. Кроме того, Тбилиси предоставила батальон численностью примерно 550 человек для участие в миротворческой миссии ООН. В августе 2008 года, во время конфликта с Россией и Южной Осетией, все грузинские военные были отозваны из Ирака. ВВС США обеспечили материально-техническую поддержку для вывода войск. 10-11 августа 2008 года 16 самолётов C-17 «Globemaster» отправили в Грузию около 2 тыс. грузинских солдат и снабдили их продовольствием, что вызвало протест со стороны Москвы. Должностные лица США ответили, что помощь по передислокации грузинский войск является частью предварительного соглашения о транспортом обеспечении в случаи чрезвычайной ситуации, и что Россия была проинформирована о рейсах заранее.
В общей сложности, в Ираке погибло 3 грузинских военных. Ещё 19 получили ранения разной тяжести. Кроме того, один из грузинских военнослужащих погиб в автокатастрофе, а один покончил с собой.